# Црни бисери (филм)
Црни бисери је црно-бели југословенски филм из 1958. године. Режирао га је Тома Јанић, а сценарио је писао Југ Гризељ. Филм је социјална драма чија је тема малолетничка деликвенција. Филм је био инспирација за име српске музичке групе Црни Бисери. Филм је сниман на Корчули. Главна локација је било мало острво Бадија, на коме се налази Доминикански манастир, који је био главна локација у филму.

## Радња
Радња филма прати покушаје учитеља у казнено-поправном дому смештеном на острву Бадија код Корчуле, да позитивно утиче на животе „црних бисера“, групице дечака-штићеника дома, које управа сматра непоправљивим.
Дечаци убрзо упознају Марсовца, туристу који им предлаже да поправе стари насукани брод и крену њиме у свет. Када одушевљено приступе остварењу ове примамљиве замисли, откривају да је Марсовац, који је брзо задобио њихове симпатије, у ствари, нови управник Марко. Суочени са забраном рада на броду и бројним последицама њихових несташлука дечаци чине све како би доказали новом управнику да се није преварио у њима.

## Улоге
| Глумац                | Улога                               |
| --------------------- | ----------------------------------- |
| Северин Бијелић       | Марко, нови управник поправног дома |
| Михајло Викторовић    | Спира, васпитач                     |
| Милан Ајваз           | Шјор Тони                           |
| Предраг Џудовић       | дечак из поправног дома             |
| Слободан Џудовић      | дечак из поправног дома             |
| Владимир Хакац        |                                     |
| Зено Хакл             | начелник општине                    |
| Зоран Ибишбеговић     | дечак из поправног дома             |
| Ђорђе Јелисић         | иследник у милицији                 |
| Јован Јеремић         |                                     |
| Миливоје Јевремовић   | дечак из поправног дома             |
| Рајко Јовановић       | дечак из поправног дома             |
| Милош Кандић          | Црни                                |
| Катица Лабас          | секретарица иследника               |
| Бранислав Миладиновић |                                     |
| Стеван Момчиловић     | дечак из поправног дома             |
| Дракче Поповић        |                                     |
| Здравко Романовић     | дечак из поправног дома             |
| Видан Спасојевић      |                                     |
| Јосип Томић           | дечак из поправног дома             |
| Фрањо Тума            | Мутило - дечак из поправног дома    |
| Лује Ветма            | Бетина, куварица                    |

Комплетна филмска екипа ▼
| Редитељ                   | Тома Јанић        |                              |
| Сценариста                | Југ Гризељ        | (писац)                      |
| Композитор                | Бојан Адамич      |                              |
| Директор фотографије      | Едуард Богданић   |                              |
| Монтажер                  | Ружица Цвингл     | (као Ружа Павлиновић—Цвингл) |
| Сценограф                 | Веселин Бадров    |                              |
| Уметнички директор        | Миодраг Николић   |                              |
| Декоратер сцене           | Џемо Ћесовић      |                              |
| Одсек за шминку           | Соња Зечевић      | шминкер                      |
| Менаџер продукције        | Драгутин Цвинг    | вођа снимања                 |
| Менаџер продукције        | Дана Никифоровић  | директор филма               |
| Помоћник режије           | Мате Реља         | други помоћник редитеља      |
| Помоћник режије           | Гојко Шиповац     | први помоћник редитеља       |
| Уметнички одсек           | Хидајет Чаклић    | сценски реквизитер           |
| Одсек за звук             | Љубомир Петек     | тон мајстор                  |
| Одсек за камеру и расвету | Зијах Бачвић      | пратилац камере              |
| Одсек за камеру и расвету | Бошко Ковачевић   | вођа расвете                 |
| Одсек за камеру и расвету | Есад Тахмишчић    | пратилац камере              |
| Одсек за камеру и расвету | Иван Терзић       | фотограф                     |
| Одсек за костим           | Рамиза Каламујић  | гардеробер                   |
| Одсек за монтажу          | Бланка Јелић      | асистент монтажера           |
| Музички одсек             | Владимир Добровић | музички уредник              |
| Остала екипа              | Сека Ћесовић      | секретар продукције          |
| Остала екипа              | Даринка Петек     | секретар режије              |